# Haines Junction
Haines Junction är en ort i Kanada.   Den ligger i territoriet Yukon, i den västra delen av landet, 4 300 km väster om huvudstaden Ottawa. Haines Junction ligger 599 meter över havet och antalet invånare är 1 148.
Terrängen runt Haines Junction är varierad.Trakten runt Haines Junction är nära nog obefolkad, med mindre än två invånare per kvadratkilometer..

## Galleri

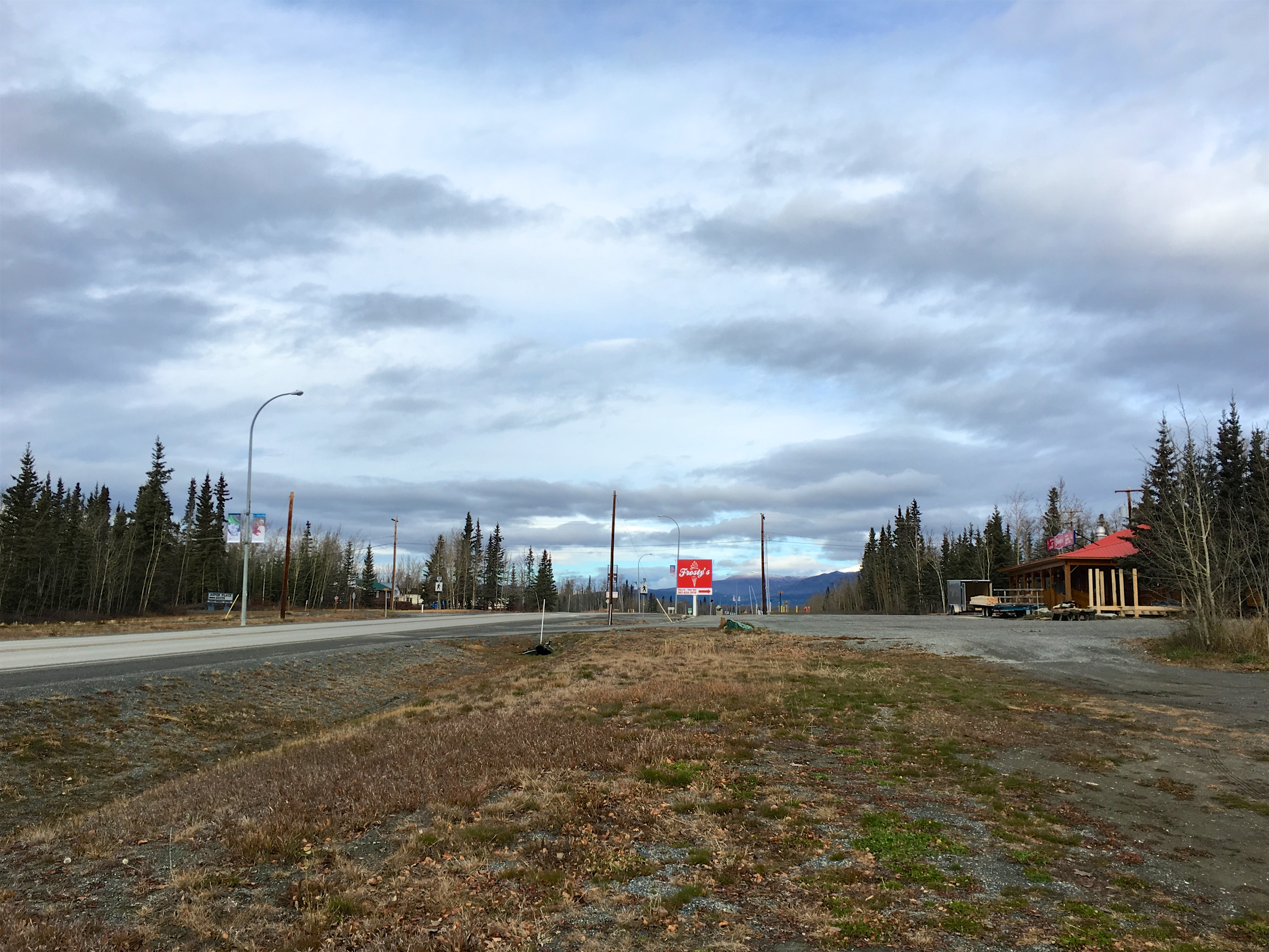
Alaska Highway i Haines Junction
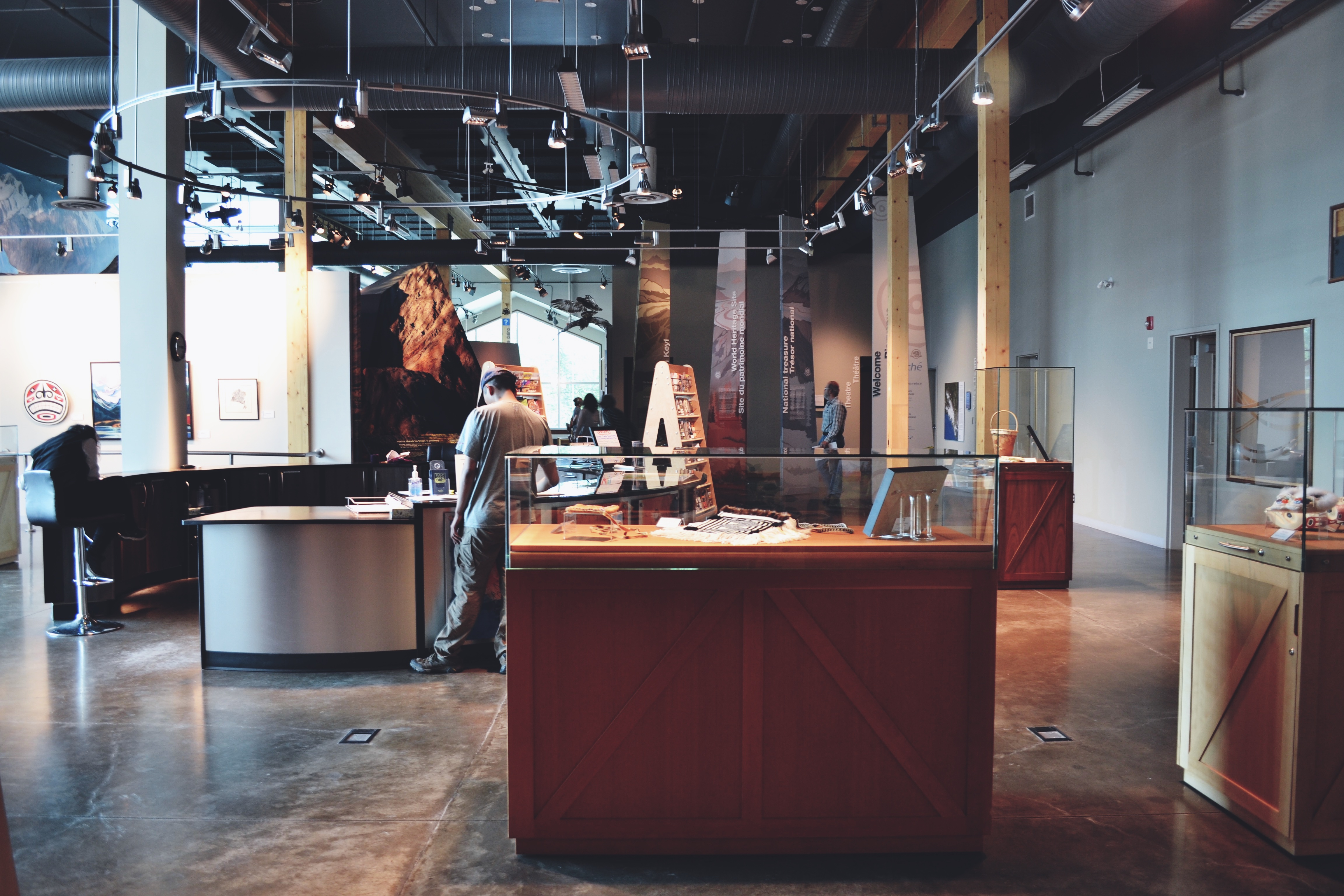
Informationscenter för besökare